# Baron Crathorne
Baronowie Crathorne 1. kreacji (parostwo Zjednoczonego Królestwa)
- 1959–1977: Thomas Lionel Dugdale, 1. baron Crathorne
- 1977 -: Charles James Dugdale, 2. baron Crathorne